# Аркејдија (Оклахома)
Аркејдија (енгл. Arcadia) град је у америчкој савезној држави Оклахома.

## Демографија
По попису из 2010. године број становника је 247, што је 32 (-11,5%) становника мање него 2000. године.
| Група             | 2000.       | 2010.       |
| Белци             | 91 (32,6%)  | 59 (23,9%)  |
| Афроамериканци    | 155 (55,6%) | 143 (57,9%) |
| Азијати           | 0 (0,0%)    | 0 (0,0%)    |
| Хиспаноамериканци | 1 (0,4%)    | 6 (2,4%)    |
| Укупно            | 279         | 247         |